# El Boixader
El Boixader és una muntanya de 634 metres que es troba al municipi de Cardona, a la comarca catalana del Bages.